# Dragon Quest IX
Dragon Quest IX: Sentinels of the Starry Skies is een computerspel ontwikkeld door Level-5 en uitgegeven door Nintendo en Square Enix voor de Nintendo DS. Het rollenspel (RPG) is uitgekomen in Japan en de VS op 11 juli 2009 en in Europa op 23 juli 2010.
Het spel behaalde verkooprecords in Japan en heeft een vermelding in het Guinness Book of Records.